# Veronica Brenner
Veronica Brenner (n. 18 octombrie 1974, Scarborough⁠(d), Ontario, Canada) este o sportivă ce a reprezentat Canada, medaliată olimpică. A participat la o ediție a Jocurilor Olimpice (2002) în care a câștigat o medalie de argint.

## Participări
Lista de mai jos prezintă principalele competiții la care a participat Veronica Brenner de-a lungul carierei.
- freestyle skiing at the 2002 Winter Olympics – women's aerials[*]